# Anapodisma rufipennis
Anapodisma rufipennis är en insektsart som först beskrevs av Zhang, Xiujiang och Wei Ying Hsia 1990.  Anapodisma rufipennis ingår i släktet Anapodisma och familjen gräshoppor. Inga underarter finns listade i Catalogue of Life.